# Sultabborrtjärnen, Dalarna
Sultabborrtjärnen är en sjö i Mora kommun i Dalarna och ingår i Dalälvens huvudavrinningsområde.